# Chlorocichla flaviventris
Chlorocichla flaviventris е вид птица от семейство Pycnonotidae.

## Разпространение
Видът е разпространен в Ангола, Ботсвана, Демократична република Конго, Кения, Малави, Мозамбик, Намибия, Сомалия, Южна Африка, Танзания, Замбия и Зимбабве.